# دندان‌واره‌داران
دندان‌واره‌داران (نام علمی: Pseudodontornis) نام یک تیره پیشاتاریخی از بالاراستۀ غازماکیان‌مانان است. به این تیره، دریامرغان (Pelagornithidae) هم گفته شده است.